# 小波瀬西工大前駅
小波瀬西工大前駅（おばせにしこうだいまええき）は、福岡県京都郡苅田町大字新津にある、九州旅客鉄道（JR九州）日豊本線の駅である。駅番号はJF09。
当駅から北東へ分岐する、苅田港貨物支線（2016年廃止）のために設置された信号場がその前身である。貨物支線には連査閉塞装置が使用されていた。駅前には西日本工業大学や病院が存在し、付近は住宅も多く、朝夕の通勤時間帯には小倉方面を中心に利用客が多い。

## 歴史
- 1944年（昭和19年）
  - 5月28日：小波瀬信号場（おばせしんごうじょう）として運輸通信省が開設[4]。
  - 9月1日：小波瀬 - 苅田港駅間貨物支線開通[5]。
- 1948年（昭和23年）10月15日：小波瀬駅（おばせえき）として旅客業務取扱開始[4]。
- 1984年（昭和59年）2月1日：荷物扱い廃止[6]。
- 1987年（昭和62年）4月1日：国鉄分割民営化により九州旅客鉄道が継承[6]。
- 1989年（平成元年）3月11日：「みどりの窓口」を設置[7]。
- 1992年（平成4年）10月1日：小波瀬西工大前駅（おばせにしこうだいまええき）に駅名改称[2][4]。
- 2000年（平成12年）10月2日：自動改札機を設置し、供用開始[8]。
- 2009年（平成21年）3月1日：ICカードSUGOCAの利用を開始[9]。
- 2016年（平成28年）10月1日：小波瀬西工大前駅 - 苅田港駅間貨物支線廃止[3]。
- 2022年（令和4年）3月11日：みどりの窓口の営業を終了[10]。
- 2023年（令和5年）10月1日：JR九州サービスサポートによる業務委託駅から[11]九州旅客鉄道本体による直営駅へと変更される[12]。

## 駅構造
駅構内東側（下り方向に向かって左側）に鉄筋コンクリート造の駅舎があり、駅舎寄りに単式ホーム1面1線、反対側に島式ホーム1面2線を配する。駅舎寄りの1番のりばを下り本線（行橋・中津方面）、一番外側の3番線を上り本線（小倉・下関方面）、中央の2番線を待避線（当駅で通過待ちを行う列車が停車）とする2面3線である。
信号場にホームを足したような形のためホームが狭く、そのために駅本屋と島式ホームとを結ぶ跨線橋もホーム端に設置されている。
直営駅で、かつてはみどりの窓口が設置されていた。自動改札機を備え、SUGOCAの利用が可能である。

### のりば
| のりば | 路線     | 方向 | 行先             |
| ------ | -------- | ---- | ---------------- |
| 1      | 日豊本線 | 下り | 行橋・中津方面   |
| 2・3   | 日豊本線 | 上り | 小倉・門司港方面 |

## 利用状況
2023年度の1日平均乗車人員は1,627人であり、JR九州の駅としては第106位である。
| 年度   | 1日平均 乗降人員 | 1日平均 乗車人員 | 出典   |
| ------ | ---------------- | ---------------- | ------ |
| 2010年 | 4,346            |                  |        |
|        |                  |                  |        |
| 2016年 |                  | 1,902            |        |
| 2017年 |                  | 1,957            | [ 14 ] |
| 2018年 |                  | 1,910            | [ 15 ] |
| 2019年 |                  | 1,893            | [ 16 ] |
| 2020年 |                  | 1,380            | [ 17 ] |
| 2021年 |                  | 1,541            | [ 18 ] |
| 2022年 |                  | 1,596            | [ 19 ] |
| 2023年 |                  | 1,627            | [ 13 ] |

## 駅周辺

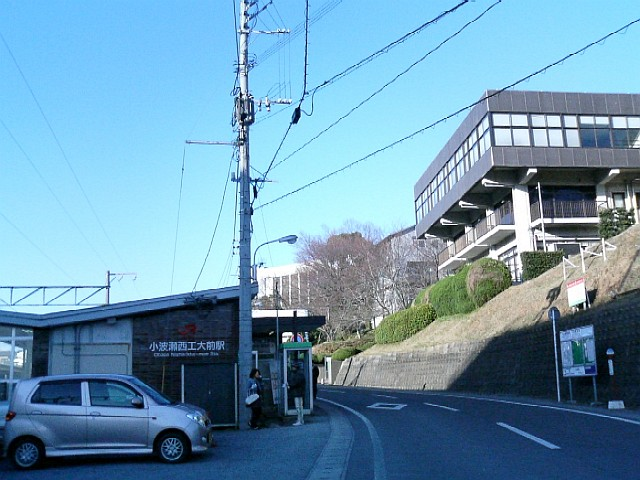
左が駅舎。右側は西日本工業大学厚生会館。奥に見えるのが西日本工業大学総合体育館

北九州市の通勤圏に含まれるが、苅田町の南の外れに位置しており、日豊本線に並行する国道10号から800 mほど離れているため、駅周辺は住宅地となっており商業施設は少ない。
- 西日本工業大学 - 駅前[1]
- 苅田町立新津中学校 - 東へ約400 m
- 苅田町立与原小学校 - 東へ約600 m
- 北九州保育福祉専門学校
- 北九州リハビリテーション学院
- ルミエール苅田店
- 日産自動車九州
- 御所山古墳
- 小波瀬病院
- 苅田町コミュニティバス「小波瀬駅」バス停 - 駅入口前の道路に同停留所がある。

## 隣の駅
九州旅客鉄道（JR九州）
 日豊本線
■快速
通過
■普通
苅田駅 (JF08) - 小波瀬西工大前駅 (JF09) - 行橋駅 (JF10)

### かつて存在した路線
日本貨物鉄道（JR貨物）
日豊本線（苅田港支線・貨物線）
小波瀬西工大前駅 - 苅田港駅